# Anton Walter (Musikschriftsteller)
Anton Walter (* 15. Juni 1845 in Haimhausen; † 1. Oktober 1896 in Reichenhall) war ein deutscher Kirchenmusikschriftsteller.

## Leben und Werk
1868 wurde Walter zum katholischen Priester geweiht. Er wirkte seine letzten 14 Berufsjahre in Landshut als Gymnasiallehrer. 1890 wurde er zum Dr. theol. h. c. und 1896 zum Geistlichen Rat ernannt.
Ab 1879 arbeitete Walter als ständiger Mitarbeiter an den Musikzeitschriften Cäcilienkalender bzw. Kirchenmusikalisches Jahrbuch, Musica sacra und den Fliegenden Blättern für katholische Kirchenmusik mit. Er veröffentlichte Dr. Franz Witt, Gründer und Erster Generalpräses des Cäcilienvereines: Ein Lebensbild. (Regensburg 1886, 2. Auflage 1906).